# 11855 Preller
11855 Preller este un asteroid din centura principală de asteroizi.

## Descriere
11855 Preller este un asteroid din centura principală de asteroizi. A fost descoperit pe 8 septembrie 1988 la Tautenburg de Freimut Börngen. Asteroidul prezintă o orbită caracterizată de o semiaxă mare de 2,36 ua, o excentricitate de 0,24 și o înclinație de 2,5° în raport cu ecliptica.